# Bossembélé (underprefektur)
Bossembele Sub-Prefecture är en subprefektur i Centralafrikanska republiken.   Den ligger i prefekturen Ombella-Mpoko, i den sydvästra delen av landet, 140 km nordväst om huvudstaden Bangui.
I omgivningarna runt Bossembele Sub-Prefecture växer huvudsakligen savannskog. Runt Bossembele Sub-Prefecture är det mycket glesbefolkat, med 7 invånare per kvadratkilometer.